# Tony Marsh
Anthony Ernest »Tony« Marsh,  britanski dirkač Formule 1, * 20. julij 1931, Stourbridge, Worcestershire, Anglija, Združeno kraljestvo, † 7. maj 2009.
Tony Marsh je upokojeni britanski dirkač Formule 1. Debitiral je v sezoni 1957, ko je nastopil le na dirki za Veliko nagrado Nemčije in dosegel petnajsto mesto. Tudi v naslednji sezoni 1958 je nastopil le na dirki za Veliko nagrado Nemčije in dosegel osmo mesto, kar je njegov najboljši rezultat v karieri. Po dvoletnem premoru je v sezoni 1961 nastopil na treh dirkah, toda uvrstitev je dosegel le na dirki za Veliko nagrado Nemčije, kjer je zasedel petnajsto mesto, kasneje pa ni več nikoli dirkal v Formuli 1.

## Popolni rezultati Formule 1
(legenda) (odebeljene dirke pomenijo najboljši štartni položaj, poševne pa najhitrejši krog, †-uvrščen kljub odstopu)
| Leto | Moštvo               | Šasija        | Motor             | 1   | 2   | 3       | 4   | 5      | 6      | 7   | 8     | 9   | 10  | 11  | Prv | Toč |
| ---- | -------------------- | ------------- | ----------------- | --- | --- | ------- | --- | ------ | ------ | --- | ----- | --- | --- | --- | --- | --- |
| 1957 | Ridgeway Managements | Cooper T43 F2 | Climax Straight-4 | ARG | MON | 500     | FRA | VB     | NEM 15 | PES | ITA   |     |     |     | -   | 0   |
| 1958 | Tony Marsh           | Cooper T45 F2 | Climax Straight-4 | ARG | MON | NIZ     | 500 | BEL    | FRA    | VB  | NEM 8 | POR | ITA | MAR | -   | 0   |
| 1961 | Tony Marsh           | Lotus 18      | Climax Straight-4 | MON | NIZ | BEL DNS | FRA | VB Ret | NEM 15 | ITA | ZDA   |     |     |     | -   | 0   |